# Mark Pellegrino
Mark Pellegrino (Los Angeles, 9 aprile 1965) è un attore statunitense.
È conosciuto soprattutto per i ruoli di Paul Bennet in Dexter, di Jacob in Lost, di James Bishop in Being Human, di Lucifero in Supernatural e di Jedikiah Price in The Tomorrow People.

## Biografia
Pellegrino ha origini italiane: la sua famiglia emigrò infatti negli Stati Uniti nel 1936. Vive a Los Angeles, nello stato della California, con la moglie Tracy Elizabeth Bell e il figliastro Misha. Ha inoltre una figliastra di nome Tess. Diventa noto al pubblico negli anni ottanta quando comincia a ricevere parti importanti nel mondo dello spettacolo. Oltre ai ruoli sopracitati ha collezionato apparizioni in diverse serie televisive come E.R. - Medici in prima linea, X-Files, CSI - Scena del crimine, Prison Break, NYPD - New York Police Department e Grey's Anatomy e in alcuni film, tra i quali Truman Capote - A sangue freddo, Il grande Lebowski e Il mistero dei Templari - National Treasure. 
Nel 2009 è apparso come personaggio principale nel finale della quinta stagione di Lost dando finalmente un volto al misterioso Jacob e nel giugno dello stesso anno venne reso noto che era stato scritturato per la quinta stagione di Supernatural per interpretare il ruolo di Lucifero, uno dei personaggi principali. Nel 2011 prende parte ad alcuni episodi della settima stagione di The Closer, nel ruolo di Gavin Baker. Dal 2013 al 2014 entra a far parte del cast della serie The Tomorrow People, nella parte di uno dei protagonisti, Jedikiah Price.

## Filmografia parziale

### Cinema
- Il giustiziere della notte 4 (Death Wish 4: The Crackdown), regia di J. Lee Thompson (1987)
- Fatal Beauty, regia di Tom Holland (1987)
- Senza esclusione di colpi (No Holds Barred), regia di Thomas J. Wright (1989)
- La banda dei Rollerboys (Prayer of the Rollerboys), regia di Rick King (1991)
- Arma letale 3 (Lethal Weapon 3), regia di Richard Donner (1992)
- Codice marziale 3: Missione giustizia (Mission of Justice), regia di Steve Barnett (1992)
- Il mondo perduto - Jurassic Park (The Lost World: Jurassic Park), regia di Steven Spielberg (1997)
- Il grande Lebowski (The Big Lebowski), regia di Joel ed Ethan Coen (1998)
- Analisi di un delitto (A Murder of Crows), regia di Rowdy Herrington (1998)
- Chi ha ucciso la signora Dearly? (Drowning Mona), regia di Nick Gomez (2000)
- Dimmi che non è vero (Say It Isn't So), regia di James B. Rogers (2001)
- Mulholland Drive, regia di David Lynch (2001)
- The Hunted - La preda (The Hunted), regia di William Friedkin (2003)
- Il mistero dei Templari - National Treasure (National Treasure), regia di Jon Turteltaub (2004)
- La tela dell'assassino (Twisted), regia di Philip Kaufman (2004)
- Spartan, regia di David Mamet (2004)
- Ellie Parker, regia di Scott Coffrey (2005)
- Truman Capote - A sangue freddo (Capote), regia di Bennett Miller (2005)
- Caffeine, regia di John Cosgrove (2006)
- Number 23 (The Number 23), regia di Joel Schumacher (2007)
- JFK - Amori di un presidente (An American Affair), regia di William Olsson (2009)
- Cate McCall - Il confine della verità (The Trials of Cate McCall), regia di Karen Moncrieff (2013)
- Beirut, regia di Brad Anderson (2018)
- Un piedipiatti a Beverly Hills - Axel F (Beverly Hills Cop: Axel F), regia Mark Molloy (2024)

### Televisione
- L.A. Law - Avvocati a Los Angeles (L.A. Law) – serie TV, 1 episodio (1987)
- I racconti della cripta (Tales from the Crypt) – serie TV, episodio 2x02 (1990)
- Hunter – serie TV, 1 episodio (1990)
- Un medico tra gli orsi (Northern Exposure) – serie TV, episodio 4x03 (1992)
- Nash Bridges – serie TV, episodio 1x01 (1996)
- E.R. - Medici in prima linea (ER) – serie TV, episodio 2x14 (1996)
- Sentinel (The Sentinel) – serie TV, episodio 2x02 (1996)
- X-Files (The X-Files) – serie TV, episodio 7x03 (1999)
- The Beast – serie TV, 3 episodi (2001)
- CSI: Miami – serie TV, episodio 2x06 (2002)
- The Practice - Professione avvocati (The Practice) – serie TV, episodio 7x13 (2003)
- Senza traccia (Without a Trace) – serie TV, episodi 4x22-5x05 (2006)
- The Unit – serie TV, episodio 1x11 (2006)
- CSI - Scena del crimine (CSI: Crime Scene Investigation) – serie TV, episodi 6x05-9x24 (2006-2009)
- Dexter – serie TV, 8 episodi (2006-2007)
- Grey's Anatomy – serie TV, episodio 4x01 (2007)
- Burn Notice - Duro a morire (Burn Notice) – serie TV, episodio 1x02 (2007)
- Criminal Minds – serie TV, episodio 4x10 (2008)
- Prison Break – serie TV, episodi 4x13-4x14 (2008)
- Chuck – serie TV, episodi 2x07-5x13 (2008-2012)
- Knight Rider – serie TV, episodio 1x05 (2008)
- The Mentalist – serie TV, episodio 2x04 (2009)
- Ghost Whisperer - Presenze (Ghost Whisperer) – serie TV, episodio 4x18 (2009)
- Lost – serie TV, 6 episodi (2009-2010)
- The Closer – serie TV, episodi (7x06-7x08-7x09-7x10-7x12-7x15) (2011)
- Castle – serie TV, episodio 4x14 (2011)
- Breakout Kings – serie TV, episodio 1x10 (2012)
- Hemingway & Gellhorn, regia di Philip Kaufman – film TV (2012)
- Grimm – serie TV, episodio 2x03 (2012)
- Revolution – serie TV, 4 episodi (2012-2013)
- Person of Interest – serie TV, episodio 2x08 (2012)
- Being Human – serie TV, 22 episodi (2011-2014)
- The Tomorrow People – serie TV, 22 episodi (2013-2014)
- Chicago P.D. – serie TV, episodio 2x12 (2015)
- The Returned – serie TV, 10 episodi (2015)
- Quantico – serie TV, 11 episodi (2015-2016)
- Tredici (13 Reasons Why) – serie TV, 25 episodi (2017-2020)
- Supernatural – serie TV, 38 episodi (2009-2020)
- American Rust - Ruggine americana (American Rust) – serie TV, 19 episodi (2021-2024)

## Doppiatori italiani
Nelle versioni in italiano delle opere in cui ha recitato, Mark Pellegrino è stato doppiato da:
- Christian Iansante in CSI: Miami, Dexter, Castle, American Rust - Ruggine americana
- Francesco Prando in Being Human, Tomorrow People, Criminal Minds, The Closer
- Oreste Baldini in Chi ha ucciso la signora Dearly?, Mulholland Drive, Ghost Whisperer - Presenze
- Francesco Bulckaen in Lost, Grey's Anatomy, Quantico
- Angelo Maggi in Supernatural, Analisi di un delitto
- Giorgio Locuratolo ne I signori della fuga, 9-1-1
- Teo Bellia in Burn Notice - Duro a morire, CSI: Miami
- Roberto Certomà in Person of Interest, Knight Rider
- Gerolamo Alchieri in E.R. - Medici in prima linea
- Roberto Draghetti ne Il grande Lebowski
- Franco Mannella in X-Files
- Fabio Boccanera in Dimmi che non è vero
- Roberto Pedicini in The Hunted - la preda
- Luca Ward in Ellie Parker
- Loris Loddi in Truman Capote - A sangue freddo
- Alberto Angrisano in Caffeine
- Riccardo Niseem Onorato in Number 23
- Antonio Palumbo in Fear Itself
- Alessio Cigliano in Prison Break
- Enrico Di Troia in Chuck
- Luigi Ferraro in CSI - Scena del crimine (ep. 9x24)
- Andrea Lavagnino in The Mentalist
- Vittorio Guerrieri in Chicago P.D.
- Giorgio Borghetti in Revolution
- Riccardo Polizzy Carbonelli in The Returned
- Stefano Benassi in Grimm
- Stefano Albertini in Tredici (st. 1)
- Alessandro Zurla in Tredici (st. 2-4)
- Massimo De Ambrosis in Beirut
- Davide Marzi in Un piedipiatti a Beverly Hills - Axel F

Come doppiatore è sostituito da:
- Gianluca Iacono in Far Cry 5